# Georg Philipp Kress
Georg Philipp Kress (auch Kreß) (* 10. November 1719 in Darmstadt; † 2. Februar 1779 in Göttingen) war ein deutscher Komponist und Violinist.

## Leben
Kress war der Sohn des Darmstädter Komponisten und Kapellmeisters Johann Jakob Kress und seiner Frau Anna Maria geborene Böhler. Beide hatten 1718 in Darmstadt geheiratet. Er wurde am 10. November 1719 in Anwesenheit seines Taufpaten Georg Philipp Telemann, der dafür extra aus Frankfurt a.M. anreiste, in Darmstadt getauft. Durch den frühen Tod seines Vaters im Jahre 1728 übernahm wahrscheinlich Telemann seine weitere Erziehung und Ausbildung, weil Kress ab 1732 in einer Quarta des Johanneums in Hamburg nachweisbar ist, in dem auch Telemann seit 1721 als Kantor tätig war.
Ab 1744 ist er als Mitglied der Hochfürstlichen Mecklenburgischen Hofkapelle in Schwerin verzeichnet, die er als nunmehriger Konzertmeister und nach Göttingen wechselte, wo er unter dem dortigen Kantor Johann Friedrich Schweinitz (1708–1780) als Konzertmeister im Collegium musicum der Universität spielte.
Am 21. Februar 1748 trat er eine Stellung als Konzertmeister beim Herzog Friedrich Carl von Schleswig-Holstein-Sonderburg-Plön in Plön an, die er am 1. Juli 1751 wieder verließ. Am 15. April 1752 gab Kress in Lübeck ein Konzert, was großen Eindruck hinterließ, das am gleichen Tag im Lübecker Anzeiger ein hochlobendes Abschiedsgedicht An Herrn Concertmeister Kreß erschien.
Am 21. Mai 1755 trat er in Schwerin erneut eine Stellung als Konzertmeister (Premier-Violinist) an. Im Jahre 1766 ließ er sich von seinem Dienstherren beurlauben, um in Göttingen Konzerte und Musikunterricht den Mitgliedern des Collegiums, sowohl den Professoren, als auch den meist adeligen Studenten im Violinspiel zu geben. Der Fürsprache von Johann Stephan Pütter hatte er es zu verdanken, dass er 23. November 1766 als Akademischer-Konzertmeister in Göttingen bestallt wurde und demzufolge per 24. Juni 1767 aus Schweriner Diensten entlassen wurde. Seit 14. Mai 1768 war er Angehöriger der Universität Göttingen. Er erhielt eine Pension von 100 Reichstalern, die 1769 auf 120 aufgestockt wurden. Eines seiner letzten Lebensvermerke ist ein für ihn vom Göttinger Prorektor Christian Friedrich Georg Meister ausgestelltes Zeugnis vom 25. September 1775.

## Werk
Alle Werke des Komponisten sind nur im Manuskript, teils in Partituren, teils in Stimmbüchern überliefert, sie lagern in den Archiven und Bibliotheken zu Schwerin und Rostock.
- Sinfonia A-Dur für zwei Orchester
- Ouvertüre in D-Dur
- 11 Sonaten a 4, 2 Vl, Va, Bc
- 6 Sonate a 4, 2 Vl, Va, Bc
- 6 Sonaten für Flöte und B.c
- 4 Sonaten für Flöte und B.c
- Trio à Flauto traversieur, Viola d’amore col Basso Continuo
- Trio à Flauto traverso, Viola di gamba e Cembalo[1]

## Einspielungen
- Telemann: The Virtuoso Godfather. Charivari Agréable, signum classics, DDD, 2006.